# Psaliodes marmorata
Psaliodes marmorata är en fjärilsart som beskrevs av W. Warren 1905. Psaliodes marmorata ingår i släktet Psaliodes och familjen mätare. Inga underarter finns listade i Catalogue of Life.